# 1969 en basket-ball
Chronologie du basket-ball
1968 en basket-ball - 1969 en basket-ball - 1970 en basket-ball
Les faits marquants de l'année 1969 en basket-ball

## Récapitulatifs des principaux vainqueurs de compétitions 1968-1969

### Masculins
|  | - ABA : Oakland Oaks. |

### Féminines
|  |

## Récompenses des joueurs enNBA

### Meilleur joueur de la saison régulière  (MVP)
| - Wes Unseld, Los Angeles Lakers. |

### Meilleur joueur de la finale NBA
| - Jerry West, Lakers de Los Angeles. |

## Décès
- 2 juin : Radivoj Korać, basketteur yougoslave